# 먹는샘물
먹는샘물은 지하수나 용천수를 가공한 물을 일컫는 대한민국의 법령상 표현이다. 대부분 병입수로 만들어져 팔린다. 흔히 먹는 염지하수, 먹는 해양심층수 등과 함께 생수로 불린다. 좁은 뜻으로는 원수에 염분이 없었던 먹는샘물만을 생수라고 부른다. 
지하수를 사용하였음에도 부담금을 회피하기 위해 소량의 무기물을 첨가한 유사 먹는샘물 제품도 찾을 수 있다.